# Johann Schweminski
Johannes Joseph Schweminski (* 27. Juli 1812 in Lichnau bei Konitz, Provinz Westpreußen, Königreich Preußen; † 25. Juni 1878 in Posen, Provinz Posen, Königreich Preußen) war ein deutscher Lehrer und Autor.

## Leben
Johannes Schweminski wurde am 27. Juli 1812 in Lichnau als Nachfahre der Schulzenfamilien Schwemin, Risop, Rhode und Latzke der Koschnaewjerdörfer Lichnau, Cekzin, Osterwick sowie Petztin in der Provinz Westpreußen geboren. Er besuchte das Gymnasium in Konitz. Nach dem Abitur studierte er an der Universität Breslau Philosophie und Literaturgeschichte. 1833 wurde er Mitglied des Corps Borussia Breslau.
1847 heiratete er in Posen Florentine Reisiger, eine Tochter des Kommissionsrates Reisiger aus Posen. Aus dieser Ehe gingen zwei Kinder hervor: Hedwig Kawerau geb. Schweminski und die Berliner Kunstmalerin Jenny Schweminski. Schweminski war Oberlehrer und Gymnasialprofessor am Posener Mariengymnasium.

## Publikationen
- Entwurf zu einer Geschichte des Königl. Marien-Gymnasiums zu Posen. In: Programm des Königlichen Marien-Gymnasiums zu Posen für das Schuljahr 1847/48. Posen,  gedruckt in der Hofbuchdruckerei von W. Decker & Comp. 1848 (urn:nbn:de:hbz:061:1-350635)
- Materialien zur Geschichte deutscher Mundarten In: Archiv für das Studium der neueren Sprachen und Literaturen. Georg Westermann, Braunschweig

13. Band (8. Jahrgang), 1853, S. 1–19
14. Band (8. Jahrgang), 1853, (Schluß) S. 136–148
- Lehrbuch für den deutschen Unterricht. Curs. 1, Für die unteren Klassen. Abt. 1, Formenlehre, J. K. Żupański, Posen, 4. Aufl. 1875;[12]
- Lehrbuch für den deutschen Unterricht. Curs. 2, Für die mittleren Klassen. Abt. 1, Lehre vom Satz- und Periodenbau nebst Übungsbeispielen, J. K. Żupański, Posen, 3. Aufl. 1873;[13]
- Lehrbuch für den deutschen Unterricht. Curs. 2, Für die mittleren Klassen. Abt. 2, Deutsches Lesebuch für Gymnasien und Realschulen,  J. K. Żupański, Posen, 3. Aufl. 1873;[14]
- ARTIKEL: Die nicht-göttliche Komödie (Schweminski) Gàszynski, K Braunschweig, etc: Georg Westermann.-